# Leopold Filip Kolowrat-Krakowsky
Leopold Filip hrabě Kolowrat-Krakowsky, v českojazyčných pramenech uváděn též jako Leopold Filip Krakovský z Kolovrat, nebo Leopold Filip Kolowrat-Krakowský, v dobových pramenech zmiňován též jen coby Leopold Kolowrat (14. března 1852 Benátky – 19. března 1910 Vídeň) byl rakouský a český šlechtic z rodu Krakovských z Kolovrat a politik německé národnosti, na počátku 20. století poslanec Českého zemského sněmu a Říšské rady.

## Život a kariéra

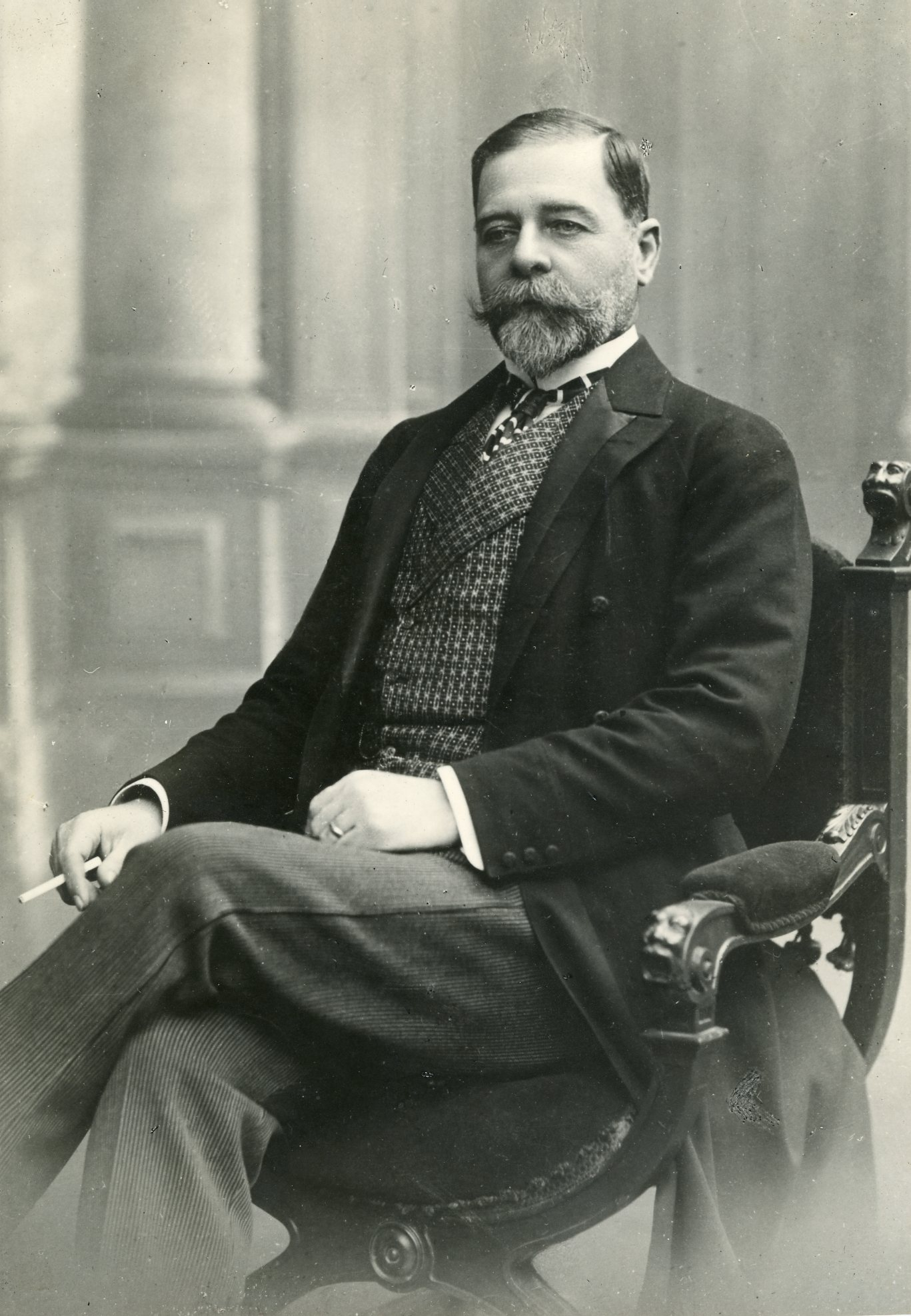
Leopold Filip hrabě Krakowský z Kolowrat

### Původ
Narodil se jako první syn v morganatickém manželství Leopolda Marii Kolowrat-Krakowského (1804–1863) a Natalie Blaszczyńské (1828–1861). Měl dva sourozence, z nichž bratr zemřel jako dítě.

### Duel
Dne 5. května 1876 se zúčastnil posledního pistolového souboje v Praze, při němž zastřelil prince Viléma z Auerspergu (1858–1876). Okolnosti duelu nebyly objasněny, ale podle některých pramenů se oba šlechtici dostali do sporu kvůli komtese Anně z Valdštejna. Souboj nařídil Vilémův strýc, hlava knížecího rodu Auerspergů Karel Vilém (1814–1890) a došlo k němu v sadu Klamovka (od roku 1922 součást Prahy). Auersperga zasáhla třetí střela vpravo do břicha a následující den na následky zranění zemřel. Leopold následně odjel do Vídně, byl uvězněn v kasárnách, ale po udělení císařské milosti odcestoval do Spojených států amerických. V New Yorku se 18. března 1884 oženil s Nadine (1858–1942), dcerou tabákového magnáta Josefa Huppmanna von Valbella. Po uklidnění situace se manželé v roce 1887 vrátili do Rakouska-Uherska.

### Záliba v automobilech
Jeho velkou zálibou se staly automobily a v roce 1903 stal členem Rakouského automobilového klubu (ÖAC), o rok později jeho místopředsedou. Patřil i mezi organizátory mezinárodní automobilové výstavy ve Vídni a členem zakládající komise organizace Association Internationale des Automobile Clubs Reconnus (AIACR) v Paříži. V pozdějších letech se vlivem svého syna Alexandera, úspěšného motocyklového a automobilového závodníka, stal akcionářem společnosti Laurin & Klement. Akcie, stejně jako další majetek, přešel po Leopoldově smrti do rukou syna Alexandera.

### Politická činnost
Na počátku století se zapojil i do zemské a celostátní politiky. Ve volbách v roce 1908 byl zvolen do Českého zemského sněmu v kurii venkovských obcí (volební obvod Tachov, Přimda). Politicky se uvádí jako člen Německé agrární strany. Vzhledem k trvalým obstrukcím se ovšem zemský sněm fakticky nescházel.
Ve volbách roku 1907 nastoupil též do Říšské rady (celostátní zákonodárný sbor), kam byl zvolen za obvod Čechy 121. V parlamentu se zapojil do poslaneckého klubu Německý národní svaz, v jehož rámci patřil k Německé agrární straně.

### Úmrtí
Na podzim 1909 vážně onemocněl. Odjel na léčebný pobyt do Nice, Monte Carla a Vídně. Tam 19. března 1910 zemřel. V Říšské radě ho nahradil Josef Mayer. Německý národní svaz pořádal v parlamentu k uctění zesnulého smuteční schůzi. Německá agrární strana vyslala svou delegaci na jeho pohřeb. Pohřeb se konal 24. března 1910 v domovském Týnci na Klatovsku. Účastnila se ho vysoká šlechta, čeští i sudetoněmečtí politici.

### Vyznamenání
Byl mu udělen Řád železné koruny II. třídy.

## Majetek

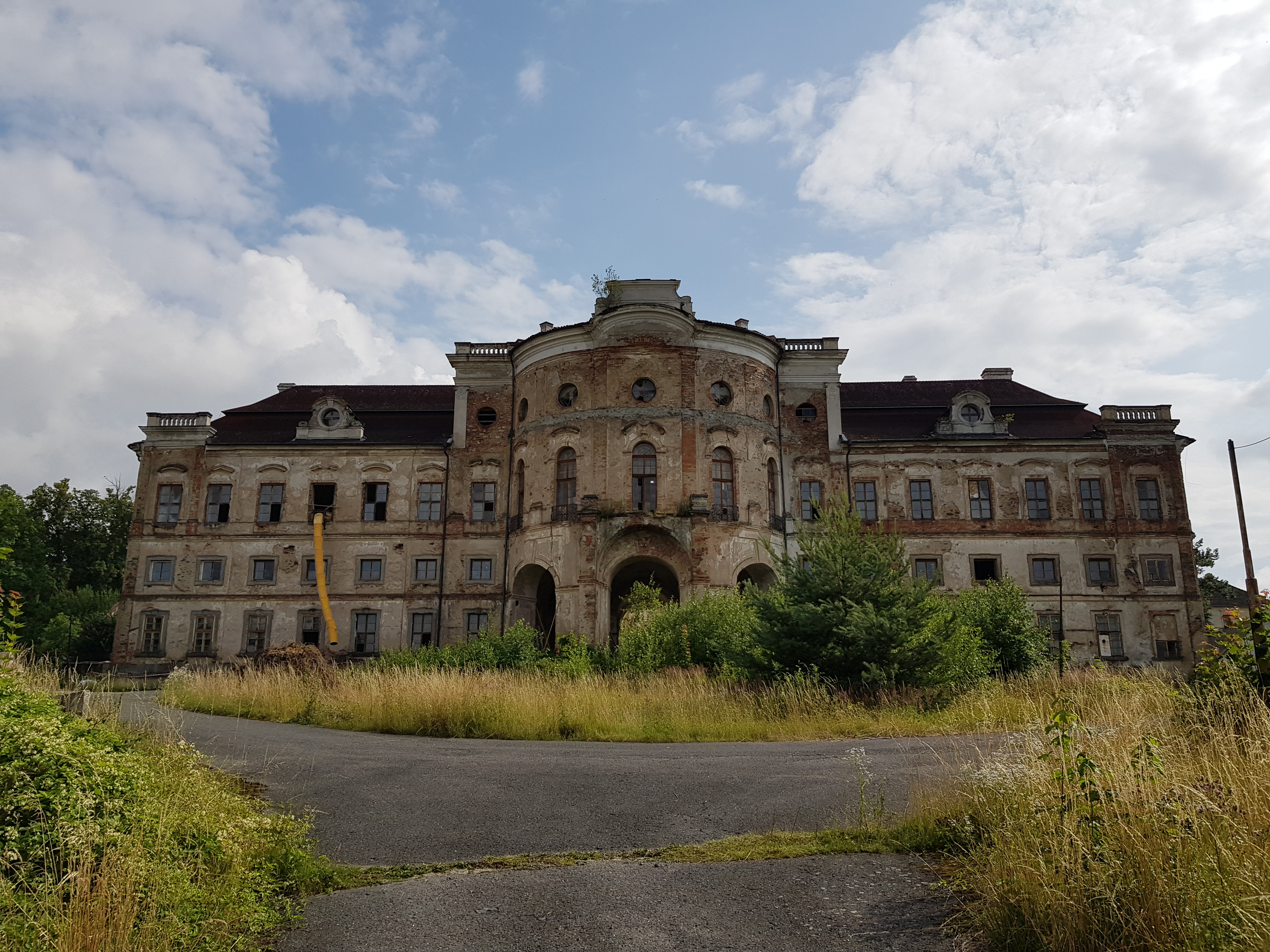
Zámek v Týnci

Převzal rodový majetek. Spravoval sídlo v Týnci, Meierhöfenu a Vídni a po smrti Hanuše Kolovrat-Krakowského převzal rovněž majorát Novohradských (panství Přimda-Košátky) a majorát Krakowských (panství Týnec-Běšiny). Patřil mu i Kolowratský palác a Nový Kolowratský palác v ulici Na příkopě č. 17 v Praze.

## Rodina
Oženil se 18. března 1884 v New Yorku s Nadine (6. srpna 1858 Paříž – 30. července 1942 Mnichov), dcerou tabákového magnáta Josefa Huppmanna von Valbella. Měli sedm dětí (z nich tři ovšem zemřely v raném věku).
- 1. Alexander (29. 1. 1886 Bloomfield – 4. 12. 1927 Vídeň, pohřben v Týnci)
  - ∞ 30. duben 1923 Vídeň Sofie Nikolajevna Trubecká (4. 2. 1900 – 25. 4. 1938)
- 2. Jindřich Ottakar Lev (31. 12. 1887 Týnec u Klatov[13] – 28. 6. 1889[14], pohřben v Týnci)
- 3. Kateřina Berta (14. 1. 1889 Týnec[15] – 15. 1. 1889[16], pohřbena v Týnci), dvojče
- 4. Berta Kateřina (14. 1. 1889 Týnec[15] – 18. 1. 1889[17], pohřbena v Týnci), dvojče
- 5. Berta Jindřiška Kateřina Nadine (21. 6. 1890 Týnec[18] – 28. 1. 1982 Auch, Francie)
  - ∞ 10. srpen 1909 Vídeň, rozvedeni 1926 Jeroným (Hieronymus) Colloredo-Mannsfeld (3. 11. 1870 Dobříš - 29. 8. 1942 Praha)
    - nemanželské dítě se zpěvákem Rolandem Hayesem: Maria Dolores Kolowrat-Krakowská ∞ 29. 8. 1949 kníže Jurij Ostasenko-Bogdanoff (* 28. 1. 1928 Leningrad)
- 6. Bedřich (22. 7. 1893 Týnec[19] – 16. 11. 1920 Zámek Diana v Rozvadově-Dianě, pohřben v Týnci)
- 7. Jindřich Vilém (27. 7. 1897 Týnec[20] – 19. 1. 1996 Praha), československý velvyslanec v Turecku (1946–1948)
  - 1. ∞ 8. srpen 1929 Praha Sofie Nikolajevna Trubecká (4. 2. 1900 – 25. 4. 1938), vdova po bratru Alexandrovi
  - 2. ∞ 21. květen 1942 Marie Klimtová (21. 10. 1907 Bratřínov u Prahy – 1991), její děti:
    - 1. Jindřich (* 25. 8. 1933 Praha) ∞ Elisabeth Smith
    - 2. Arnošt (Ernest, * 21. 2. 1935 Praha), partnerka Barbara Newell, americká velvyslankyně při UNESCO v Paříži
    - 3. Marie (* 31. 5. 1936 Praha) ∞ Brooks Evans
    - 4. Eva (* 12. 6. 1938 Praha) ∞ 14. květen 1959 John Hushes
    - 5. František Tomáš, (25. 2. 1943 Praha – 26. 6. 2004 Praha), partnerka Dominika, rozená Perutková (* 26. 2. 1966 Praha)